# Dorsale de Walvis

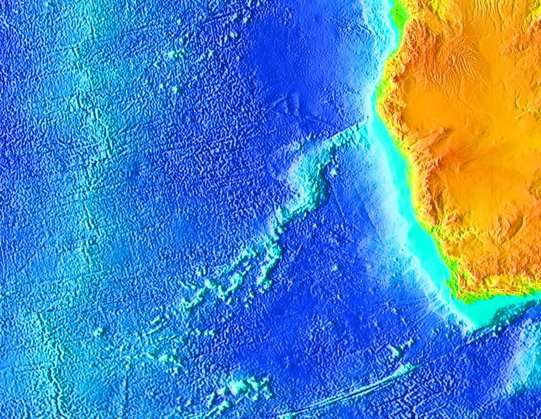
Dorsale de Walvis.

La dorsale de Walvis est une dorsale de l'océan Atlantique, au large des côtes sud-ouest du continent africain. Le mot walvis signifie « baleine » en néerlandais et en afrikaans.